# Taggbägarlav
Taggbägarlav (Cladonia crispata) är en lavart som först beskrevs av Erik Acharius, och fick sitt nu gällande namn av Julius Christian Gottlieb Ulrich Gustav Georg Adam Ernst Adam Friedrich von Flotow. Taggbägarlav ingår i släktet Cladonia, och familjen Cladoniaceae. Arten är reproducerande i Sverige.

## Bildgalleri

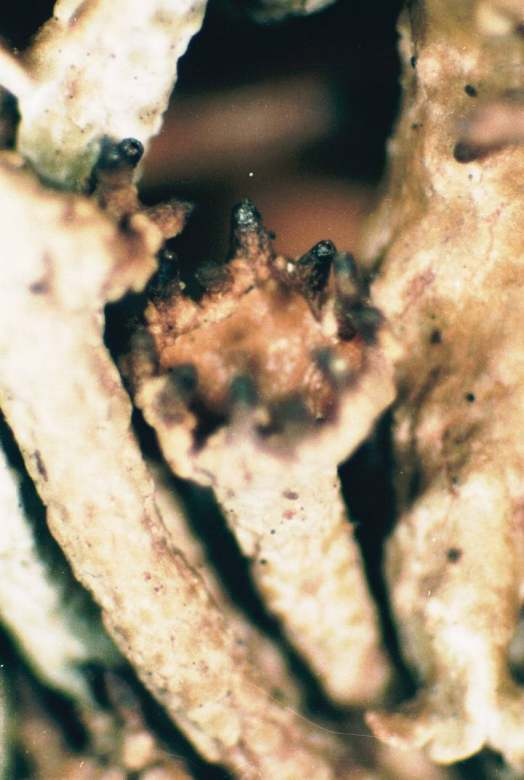
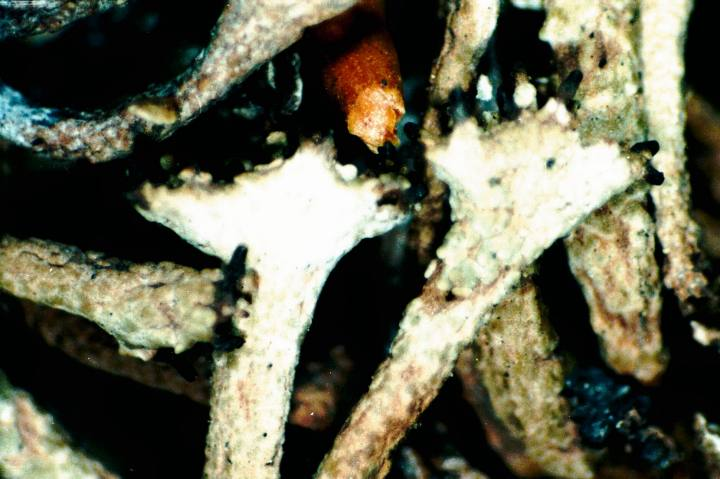
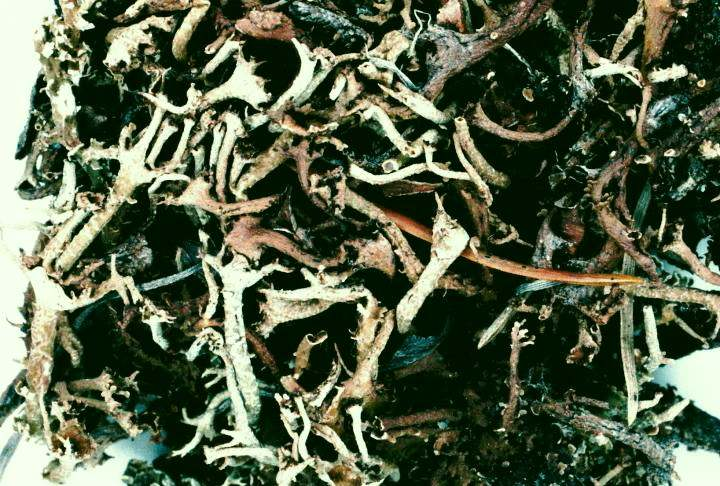